# Yijiadu (ort i Kina, Hunan Sheng, lat 29,60, long 111,47)
Yijiadu är en ort i Kina. Den ligger i provinsen Hunan, i den södra delen av landet, omkring 210 kilometer nordväst om provinshuvudstaden Changsha. Antalet invånare är 29 562. Befolkningen består av 14 903 kvinnor och 14 659 män. Barn under 15 år utgör 14,0 %, vuxna 15-64 år 74 %, och äldre över 65 år 11,0 %.
Runt Yijiadu är det tätbefolkat, med 308 invånare per kvadratkilometer. Närmaste större samhälle är Jiashan, 10,0 km söder om Yijiadu. I omgivningarna runt Yijiadu växer huvudsakligen savannskog.
Genomsnittlig årsnederbörd är 1 565 millimeter. Den regnigaste månaden är maj, med i genomsnitt 222 mm nederbörd, och den torraste är december, med 22 mm nederbörd.